# Њуингтон (Џорџија)
Њуингтон (Џорџија) (енгл. Newington) град је у америчкој савезној држави Џорџија. По попису становништва из 2010. у њему је живело 274 становника.

## Демографија
Према попису становништва из 2010. у граду је живело 274 становника, што је 48 (14,9%) становника мање него 2000. године.
| Група             | 2000.       | 2010.       |
| Белци             | 223 (69,3%) | 184 (67,2%) |
| Афроамериканци    | 83 (25,8%)  | 88 (32,1%)  |
| Азијати           | 0 (0,0%)    | 0 (0,0%)    |
| Хиспаноамериканци | 10 (3,1%)   | 0 (0,0%)    |
| Укупно            | 322         | 274         |